# Rakitnoje (Kaliningrad, Bagrationowsk)
Rakitnoje (Ракитное, deutsch Rappeln) war ein Ort in der russischen Oblast Kaliningrad (Gebiet Königsberg (Preußen)) und früher ein Ort im ostpreußischen Kreis Preußisch Eylau. Seine Ortsstelle gehört heute zum Rajon Bagrationowsk.

## Geographische Lage
Die Ortsstelle Rakitnojes liegt im südlichen Westen der Oblast Kaliningrad, sieben Kilometer östlich der früheren Kreis- und heutigen Rajonshauptstadt Preußisch Eylau (russisch Bagrationowsk).

## Geschichte
Die erste urkundliche Erwähnung von Rapelen erfolgte im Jahre 1409. Bis 1945 war das vor 1785 bereits Rappeln genannte „Vorwerk“ ein Wohnplatz von Neucken (russisch Dubki) im Amtsbezirk Loschen (russisch Lawrowo) im ostpreußischen Kreis Preußisch Eylau.
Mit dem gesamten nördlichen Ostpreußen kam Rappeln 1945 in Kriegsfolge zur Sowjetunion. Im Jahre 1947 erhielt der Ort die russische Namensform „Rakitnoje“ und wurde in den Nadeschdinski selski Sowet (Dorfsowjet Nadeschdino (Lampasch)) eingegliedert. Anfangs noch besiedelt verlor der Ort aber schon in den 1950er Jahren Einwohner, er wurde verlassen und ist heute offiziell ein untergegangener Ort.

## Religion
Bis 1945 war Rappeln ein Ort im Kirchspiel der evangelischen Kirche Schmoditten (russisch Rjabinowka) in der Kirchenprovinz Ostpreußen der Kirche der Altpreußischen Union. Seitens der römisch-katholischen Kirche gehörte Rapplen zur Pfarrei in Preußisch Eylau (Bagrationowsk) im Bistum Ermland.

## Verkehr
Die Ortsstelle von Rakitnoje resp. Rappeln liegt nördlich der Straße 27K-062, die von Bagrationowsk über Bolschoje Osjornoje (Klein Sausgarten) nach Jagodnoje (Kapsitten) und Domnowo (Domnau) führt. Eine Landwegverbindung von Dubki (Neucken) an der 27K_198 endet an der Ortsstelle Rakitnoje.